# Perspiracja
Perspiracja – w fizjologii termin określający wymianę gazową organizmu. Określa oddychanie przez pory w skórze.